# Recaudador de impuestos

Un recaudador de impuestos en el trabajo, a partir de una ilustración de Henry Holiday en Lewis Carroll, La caza del Snark (1876).

Un recaudador de impuestos, modernamente llamado agente de hacienda, es una persona que recauda impuestos de otras personas o empresas. Los recaudadores de impuestos se han retratado en la ficción como el mal, y en el mundo moderno como un estereotipo un tanto similar al de los abogados.

## Recaudadores de impuestos notables

### Bíblicos
Los recaudadores de impuestos, también conocidos como publicanos, se mencionan muchas veces en la Biblia (sobre todo en el Nuevo Testamento), de hecho trabajaban para los contratantes de impuestos y se les describe generalmente como codiciosos, ya que pedían más dinero del que debían. En el Evangelio de Lucas, Jesús se compadece del recaudador de impuestos Zaqueo, provocando la indignación de la multitud el hecho de que Jesús prefiriera ser el invitado de un pecador antes que serlo de otra persona más respetable o "justa".
Entre ellos destacaron:
- Mateo el Evangelista
- Zaqueo

### Históricos
- Simon Affleck
- Jacob Gaón
- Miguel de Cervantes

## Agencias de recaudación de impuestos modernas
Las agencias nacionales de recaudación de impuestos incluyen la Canada Revenue Agency, el Internal Revenue Service (IRS) en los Estados Unidos, Her Majesty's Revenue and Customs (HMRC) en el Reino Unido o la Agencia Estatal de Administración Tributaria (AEAT) en España.

### Recaudación de impuestos e Internet
En Venezuela, el Servicio Desconcentrado de Administración Tributaria del Municipio Sucre (SEDAT) con el apoyo de CAF, envió correos electrónicos e impulsó una campaña en Facebook dirigida a contribuyentes morosos, con el fin de cobrar el impuesto sobre vehículos y determinar la efectividad de dichas herramientas sobre la probabilidad de pago. Para el estudio se tomó una muestra de 6.183 contribuyentes morosos, los cuales fueron asignados aleatoriamente a cuatro grupos de tratamiento:
- Correo electrónico.
- Facebook.
- Correo y Facebook.
- Control. El grupo de control no recibió tratamiento o intervención alguna.

Los resultados de la intervención indican que las estrategias fueron efectivas. Los contribuyentes que recibieron una notificación de cobro por correo electrónico tuvieron una probabilidad de pago 7,7 puntos porcentuales (p.p) mayor que el grupo de control. Asimismo, el anuncio en Facebook complementó el impacto de los correos, aumentando la probabilidad de pago, siendo esta 9,4 p.p. mayor que la del grupo de control. Los anuncios en Facebook de forma independiente no tuvieron un impacto significativo. Por último, la disponibilidad de un botón de pago incidió positivamente sobre la probabilidad de pagar en línea, siendo este método significativamente más usado que los otros.

## Reglamento General de Recaudación
El Reglamento General de Recaudación regula en los distintos países la materia específica del procedimiento de recaudación. La recaudación se incluye en la «aplicación de los tributos», concepto amplio que engloba todas las actividades administrativas dirigidas a la información y asistencia a los obligados tributarios, la gestión, inspección y recaudación y las actuaciones de los obligados en el ejercicio de sus derechos o en el cumplimiento de sus obligaciones.

### España
En España, la Ley General Tributaria (La Ley 58/2003), recoge en su título III la aplicación de los tributos, regulando en el mismo los procedimientos de gestión, inspección y recaudación.